# 歴下区
歴下区（れきか-く）は、中華人民共和国山東省済南市の南部に位置する市轄区。1955年9月に区が成立した。区内には千仏山の麓にあり、千仏山の旧称歴山の麓”歴下”から名づけられた。済南の教育の中心で多くの山東大学をはじめとする大学、高等学院がある。

## 地理
歴下区は済南市の南東に位置し、面積は100.89平方キロメートルです。

## 歴史
1955年9月に設立、春秋戦国時代にはこの地域は斉に属していた。

## 行政区画
下部に13街道を管轄する。
- 街道
  - 解放路街道、千仏山街道、趵突泉街道、泉城路街道、大明湖街道、東関街道、文東街道、建新街道、甸柳街道、燕山街道、姚家街道、竜洞街道、智遠街道

## 高等学院
- 山東大学
- 山東師範大学
- 山東財経大学
- 山東工芸美術学院
- 山東芸術学院
- 山東戯劇学院
- 山東体育学院

## 外部サイト
- 歴下区政務公衆信息網